# 염천군
염천군(鹽川郡)은 수나라 때 세워진 중국의 군 가운데 하나로 지금의 산시성 위린시 딩볜현 지역에 있었다.

## 수
서위에서 서안주(西安州)를 본군에 두었는데, 이 서안주가 훗날 염천군의 주현제 시기 명칭인 염주(鹽州)로 바뀌었다. 1현, 3,763호를 거느렸다.
| 현명   | 한자   | 대략적 위치     | 비고 |
| ------ | ------ | --------------- | --- |
| 오원현 | 五原縣 | 위린 시 딩볜 현 | 북위에서 대흥군(大興郡)을 두었는데, 서위에서 오원군으로 개명했다가 후에 대흥군으로 재개명했다. 개황 초 대흥군이 폐지된뒤 대업 초에 염천군이 설치되었다. |

## 당
618년(당 고조 무덕 원년) 염주(鹽州)로 개명되었으나 동년에 영주에 통폐합되었고 영현이던 오원현과 흥녕현중 흥녕현이 오원현에 통폐합되었다. 이후 742년(당 현종 천보 원년), 군현제를 실시하면서 오원군으로 개명되었다가 758년(당 숙종 건원 원년), 주현제를 재실시하면서 염주로 개명되었다. 765년(당 대종 영태 원년) 12월, 도독부로 승격되었고 813년(당 헌종 원화 8년) 하주로 귀속되었다. 2현, 932호, 3,969명을 거느렸으나 2,929호, 16,665명을 거느렸다. 서돌궐의 일파였던 사토 부족이 초기에 본주에 정착했다.
| 현명   | 한자   | 대략적 위치     | 비고                                                                  |
| ------ | ------ | --------------- | --------------------------------------------------------------------- |
| 오원현 | 五原縣 | 위린 시 딩볜 현 | 618년 영주의 치소로 옮겨졌다. 627년 폐지되었다가 다음해에 복구되었다. |
| 흥녕현 | 興寧縣 | 미상            | 663년(당 고종 용삭 3년) 복구되었다.                                   |

## 송, 서하
1038년 서하가 건국된 뒤 서하가 차지했고 주남쪽 일부를 수복했던 송나라는 지금의 딩볜 현 남쪽에 정변군을 설치했다.